# Howlin' Wolf Sings The Blues
Howlin' Wolf Sings The Blues è il terzo album del musicista Blues Howlin' Wolf, pubblicato nel 1962. Come i precedenti (Moanin' In The Moonlight e Howlin' Wolf), si tratta di una raccolta di brani precedente registrati per la Modern Records tra il 1951 e il 1952. Nel 1970 venne ristampato con il titolo Big City Blues e l'aggiunta di bonus track.

## Tracce
Tutti i brani sono stati composti da Howlin' Wolf, eccetto dove indicato

### LP originale
1. Riding in the Moonlight (Burnett, Jules Taub) – 3:06
2. Worried About My Baby – 3:00
3. Crying at Daylight – 3:56
4. Brown Skin Woman – 2:43
5. Twisting and Turning (Joe Hill Louis) – 3:09
6. House Rockin' Boogie (Burnett, Joe Josea) – 4:12
7. Keep What You Got – 2:24
8. Dog Me Around – 2:45
9. Morning at Midnight – 2:43
10. Backslide Boogie (Louis) – 3:02

### Bonus track
1. My Baby Stole Off – 3:03
2. I Want Your Picture – 2:51
3. Passing by Blues – 2:43
4. Driving This Highway – 2:55
5. The Sun Is Rising – 2:45
6. Stealing My Clothes (My Friends) – 3:03
7. I'm the Wolf – 3:06

• Registrato a West Memphis presso la stazione radio KWEM nel settembre 1951 (tracce 1 e 7-9), il 2 ottobre 1951 (tracce 3, 11 e 12) e a West Memphis il 12 febbraio 1952 (tracce 2, 4, 6 e 13-16)

## Formazione
- Howlin' Wolf – chitarra, voce, armonica
- Ike Turner – piano
- Willie Johnson – chitarra, basso
- Willie Steel – batteria

Tracks 5 & 10:
- Joe Hill Louis – voce, chitarra, armonica, batteria